# Spirotropis ephamilla
Spirotropis ephamilla é uma espécie de gastrópode do gênero Spirotropis, pertencente a família Drilliidae.